# Femme fellah portant son enfant
Femme fellah portant son enfant est une huile sur toile réalisée au Caire par le peintre français Émile Vernet-Lecomte (1821-1900) en 1864. Elle mesure 116 cm sur 78 cm. Cette œuvre est conservée au musée municipal de La Roche-sur-Yon.
Élève de son oncle Horace Vernet et de Cogniet, Émile Vernet-Lecomte envoie régulièrement au Salon de 1843 à 1882 des œuvres marquées par le goût orientaliste. 
Femme fellah portant son enfant, présentée au Salon de 1864, s'inscrit dans ce courant avec cette jeune femme dans sa djellaba noire devant des pyramides portant son enfant sur l'épaule. 